# Чугаев, Анатолий Сергеевич
Анатолий Сергеевич Чугаев (1920—1971) — советский рабочий, участник Великой Отечественной войны, капитан Советской Армии. Герой Советского Союза (23 августа 1944 года).

## Биография
Анатолий Чугаев родился в деревне Шардонемь (ныне Пинежский район, Архангельская область) в крестьянской семье. Свой трудовой путь начал на судоремонтном заводе, после окончания школы-семилетки и школы фабрично-заводского обучения.
С 1940 года проходил службу в Красной Армии. С июня 1941 года участвовал в боях Великой Отечественной войны. В 1942 году окончил курсы младших лейтенантов и продолжил службу в должности командира роты 470-го стрелкового полка (1-й Белорусский фронт). В ходе сражений капитан Чугаев отличился при форсировании Днепра.
23 августа 1944 года Указом Президиума Верховного Совета СССР капитану Анатолию Сергеевичу Чугаеву было присвоено звание Героя Советского Союза с вручением ордена Ленина и медали «Золотая Звезда».
В 1946 году, после окончания войны капитан Чугаев в был демобилизован из Вооружённых Сил СССР. Жил в Челябинске.
Анатолий Чугаев скончался в 1971 году в Челябинске.

## Награды
- Герой Советского Союза (23 августа 1944 года);
- орден Ленина (23 августа 1944 года);
- орден Отечественной войны I степени;
- орден Красной Звезды;
- медали.